# Typ 056
Der Typ 056 (nach NATO-Codename als Jiangdao-Klasse bezeichnet) ist eine Klasse von 72 Korvetten der Marine der Volksrepublik China.

## Allgemeines
Die Korvetten des Typ 056, auch als Leichte Fregatten klassifiziert, wurden von der Marine der Volksrepublik China entwickelt, um in ihren Küstengewässern (Ost- und Südchinesisches Meer) bzw. der Ausschließlichen Wirtschaftszone eingesetzt zu werden. Dort ergänzen sie die Flugkörperschnellboote des Typ 022, die auf Grund ihres Katamaran-Designs für viele klassische Patrouillenaufgaben nicht geeignet sind. Ebenfalls ersetzt werden ältere Patrouillenboote und die deutlich größeren Fregatten des Typ 053H.
Zwischen 2012 und 2021 wurden 72 Einheiten gefertigt, die sich in zwei Varianten aufteilen: 22 Einheiten, die dem Basisentwurf entsprechen, und 50 Einheiten, auch als Typ 056A bezeichnet, die für die U-Boot-Jagd optimiert wurden. Ende 2021 gab die chinesische Marine 22 abgerüstete Korvetten des Basisentwurfs – Starter für Flugkörper und Torpedos entfernt – an die chinesische Küstenwache ab.

## Bewaffnung
Die Bewaffnung besteht aus einem 76-mm-Geschütz H/PJ-26 (chinesische Kopie des sowjetischen AK-176) auf den Vorschiff, zwei Zweifachstartern für YJ-83-Seezielflugkörper und einem Starter für acht Flugabwehrraketen, vermutlich vom Typ HHQ-10. Im Regelfall sind zwei Rohre des 30-mm-Nahbereichabwehrsystem H/PJ-17 verbaut. Insbesondere neuere Schiffe scheinen statt diesen Maschinengewehre mit dem Kaliber 14,5 mm zu tragen. Die Boote verfügen über ein Flugdeck, allerdings nicht über weitere Einrichtungen für den Hubschraubereinsatz, so dass eine fliegende Einheit lediglich vorübergehend einem Schiff zugeordnet werden dürfte. Die für U-Boot-Abwehr optimierten Einheiten tragen des Weiteren sechs 324-mm-Torpedorohre und entsprechende Sonaranlagen.

## Export
In den Jahren 2012 und 2013 bestellten die Marinen von Bangladesch und Nigeria jeweils zwei Korvetten (Typ C13B) bzw. Hochsee-Patrouillenboote (Typ P18N), die bis Ende 2016 in Dienst kamen. 2015 bestellte Bangladesch ein weiteres Los von zwei Korvetten, die bis Ende 2020 in Dienst gestellt wurden.

### Einheiten

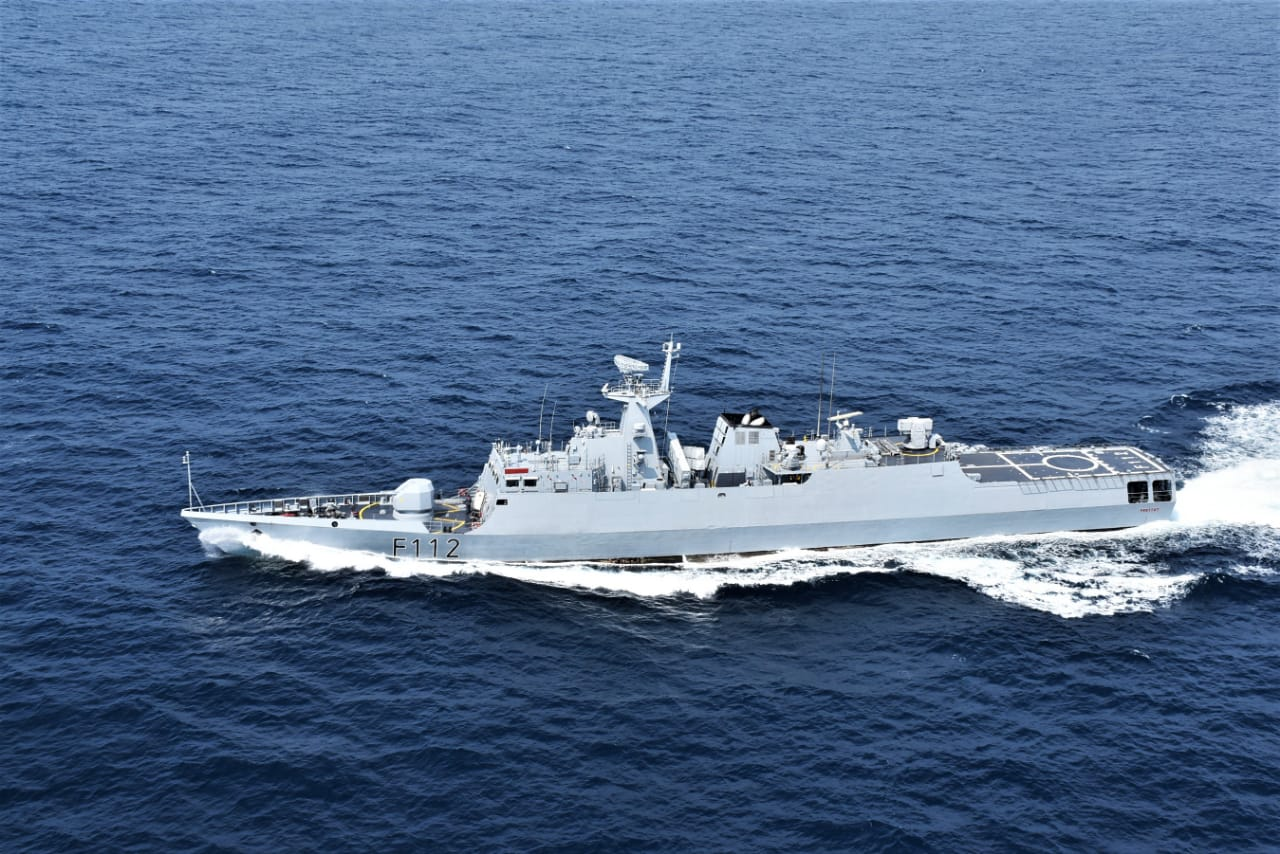
Die Korvette Prottoy der Marine Bangladeschs

| Kennung                      | Name                         | Bauwerft                     | Kiellegung                   | Stapellauf                   | Indienststellung             |
| Shadhinota-Klasse (Typ C13B) | Shadhinota-Klasse (Typ C13B) | Shadhinota-Klasse (Typ C13B) | Shadhinota-Klasse (Typ C13B) | Shadhinota-Klasse (Typ C13B) | Shadhinota-Klasse (Typ C13B) |
| ---------------------------- | ---------------------------- | ---------------------------- | ---------------------------- | ---------------------------- | ---------------------------- |
| F111                         | BNS Shadhinota               | Wuchang Shipyard, Wuhan      | 8. Januar 2013               | 30. November 2014            | 19. März 2016                |
| F112                         | BNS Prottoy                  | Wuchang Shipyard, Wuhan      | 8. Januar 2013               | 30. Dezember 2014            | 19. März 2016                |
| F113                         | BNS Shongram                 | Wuchang Shipyard, Wuhan      | 9. August 2016               | 12. Februar 2018             | 18. Juni 2020                |
| F114                         | BNS Prottasha                | Wuchang Shipyard, Wuhan      | 9. August 2016               | 8. April 2018                | 5. November 2020             |
| Centenary-Klasse (Typ P18N)  |                              |                              |                              |                              |                              |
| F91                          | NNS Centenary                | Wuchang Shipyard, Wuhan      |                              | Januar 2014                  | Februar 2015                 |
| F92                          | NNS Unity                    | Wuchang Shipyard, Wuhan      |                              | 29. November 2014            | 15. Dezember 2016            |